# Кініод I
Кініод I (*Ciniod mac Uuredech, д/н —775) — король Піктії у 763—775 роках.

## Життєпис
Вважається, що був сином Вуредаха (Ферадаха) мак Селбаха, принца Дав Ріад, онуком дал-ріадського короля Селбаха мак Ферхайра. Достеменно невідомо за яких обставин здобув трон. У 763 році раптово помер король Бруде V. Можливо Кініод був родичем династії Енгуса.
Кініоду I не вдалося утримати владу над королівством Дал Ріада. «Аннали Ольстера» повідомляють про битву між Кінідом і Аєдом Фіндом мак Ехдахом (Едом Білим) в 768 році. Хоча результат битви не уточнюється, ймовірно, що Дал Ріаді вдалося повернути незалежність, яку та втратила у 730-х роках.
У 774 році надав притулку Елхреду, поваленому королеві Нортумбрії. Помер у 775 році. Владу успадкував Альпін мак Вурад, що доводився Кініоду I або зведеним братом, або кузеном.